# 亞力山大健康休閒俱樂部
亞力山大健康休閒俱樂部（Alexander Health Club）是曾經在台灣經營的連鎖健身俱樂部（2007年在沒有預警的情況下倒閉），附屬於亞力山大企業集團（Alexander Group），創辦人兼董事長是唐雅君，營運長是唐心如（唐雅君之妹）。

## 簡史
亞力山大企業集團成立於1982年，曾是全台灣最大的健康休閒產業集團，旗下事業體分別為「亞力山大健康休閒俱樂部」（亞歷山大股份有限公司）、「亞爵會館」（Aegius Club；亞爵國際育樂股份有限公司經營）、「亞力山大會館」（上海亞力健身休閒有限公司）、「君Spa」（君生活股份有限公司）及「樂活健康事業」（樂活健康事業股份有限公司），集團總部最後舊址位於台北市中山區樂群三路218號5樓。該集團的主要競爭對手為加州健身（California Fitness；英屬維京群島商加州健康事業有限公司台灣分公司經營）、世界健身俱樂部（World Gym Fitness Centers；香港商世界健身事業有限公司台灣分公司經營）和伊士邦健身俱樂部（BEING sport；統一佳佳股份有限公司經營）。
唐雅君標榜以「三品」經營亞力山大企業集團。第一個「品」是「人品」，意指企業經營者必須能勇於挑戰，開創格局；第二個「品」是提供客戶需要的「產品」；第三個「品」是塑造「品牌」形象，並永續經營。唐雅君說，企業經營之道「一切取決於態度，應像找老公、買房子一樣認真。」
2002年，亞力山大健康休閒俱樂部獲選為「全球前25大最佳俱樂部」。2004年，在台灣DHL與《中國時報》共同主辦的第二屆台灣企業獎中，亞力山大健康休閒俱樂部獲得「最佳創新經營獎」項目。2004年2月，亞力山大健康休閒俱樂部與中華航空合作推出「空中舒緩操」。在《康健雜誌》2005年及2006年「健康品牌大調查」中，亞力山大健康休閒俱樂部的品牌知名度為62.08%，成為當時台灣最大的健康休閒俱樂部品牌。

## 歇業
2007年12月9日，唐雅君表示，因為她在調度資金時被詠驊國際通商董事長暨亞爵國際育樂董事長李永華詐騙總價新台幣9500萬元的19張支票，導致資金無法應付開銷，亞力山大健康休閒俱樂部全台所有分部與亞爵會館均停止營業；2007年12月11日22時左右，唐雅君與唐心如到臺灣臺北地方法院檢察署配合偵訊。2007年12月12日2時30分，臺灣臺北地方法院裁定唐雅君與唐心如分別以新台幣兩百萬元交保；唐雅君獲得交保後，公開向亞力山大健康休閒俱樂部全體會員道歉，強調她沒有惡意詐欺，也強調她不會逃避問題，也反駁李永華的指控。2007年12月12日傍晚，唐雅君接受《時報周刊》專訪時坦承，她最大的失敗就是把所有權與經營權混在一起。

## 後續
2007年12月中，為亞力山大健康休閒俱樂部引介地下錢莊的關鍵人陳愛惠從義大利返回台灣之後，被警方拘提到案。陳愛惠坦承，2007年4月間，她受唐心如委託找利息較低的融資公司解決亞力山大健康休閒俱樂部資金缺口，找上陳一夏經營的融資公司，談妥月息10到12分；但她辯稱，她並不清楚亞力山大健康休閒俱樂部實際借款情形。2007年12月17日，法官以《中華民國刑法》詐欺罪裁定陳愛惠以新台幣一百萬元交保，並限制住居；同日，亞力山大健康休閒俱樂部委任律師劉立恩說，希望能在2007年12月22日前敲定亞力山大健康休閒俱樂部新買主。

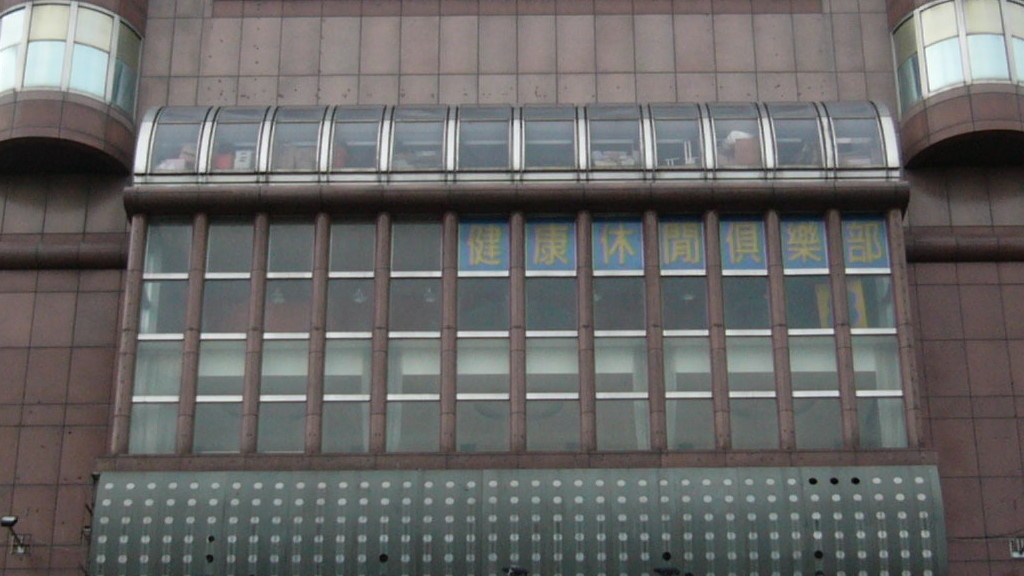
亞力山大健康休閒俱樂部台北站前分部改名後的殘餘招牌

亞力山大健康休閒俱樂部無預警歇業後，陸續有亞力山大健康休閒俱樂部員工指控，亞力山大健康休閒俱樂部無預警歇業之前，還在網際網路上公開招募會員，涉嫌預謀詐欺。由於亞力山大健康休閒俱樂部擁有全台灣最多的健身房據點，亞力山大健康休閒俱樂部各分部分別由亞健康股份有限公司（Action Life）、亞璽國際事業股份有限公司（GoGoPing）和汎亞力健康休閒俱樂部（Fanyali）接手經營，但亞力山大會員權益並不概括承受。2008年3月，位於台北市亞洲廣場大樓6樓的亞力山大健康休閒俱樂部台北站前分部，由房東及前亞力山大健康休閒俱樂部員工合資，以全新名稱「Young Beauty氧妍動能館」重新開幕及招收會員。
2008年3月11日，臺灣臺北地方法院首度開庭審理亞力山大健康休閒俱樂部無預警歇業案，唐雅君與唐心如當庭否認詐騙亞力山大健康休閒俱樂部會員。唐心如當庭承認，亞力山大健康休閒俱樂部因積欠地下錢莊利息新台幣六千多萬元，而用假的統一發票銷帳。同案被告之一的玫瑰唱片負責人白錦辯稱：「唐雅君一直想找我投資，我不願意，後來借錢給亞力山大，還有（新台幣）兩千萬（元）沒拿回來。我也是受害人。」被指控提供假發票的澳門賽馬會前主席曾曉村辯稱，他是奉命行事。
2008年4月，中國信託商業銀行與花旗（台灣）商業銀行被亞力山大健康休閒俱樂部會員投訴，以「無合約」或「合約記載有出入」等原因，拒絕將亞力山大健康休閒俱樂部會員刷信用卡繳納的會費暫停繳納或列為爭議帳款。中國信託商業銀行與花旗（台灣）商業銀行說，消費者提供的資料不足，才會被拒絕。中華民國消費者文教基金會董事張智剛說，若刷卡的時間點適逢消費者即將約滿，且刷卡的費用與先前會費雷同，即可合理推論消費者刷卡是繳交續約費，銀行不應刁難消費者。行政院消費者保護委員會消費者保護官組長吳政學說，凡是刷卡繳會費，銀行都應該列為爭議款項。
2008年5月6日，台北市政府研究發展考核委員會在台北市政府市政會議中提案，研擬訂定《台北市健身中心管理規則自治條例》，由金融機構進行履約保證，引入信託契約機制；即使業者倒閉，會員也能立即獲得賠償。台北市消保官陳柏菁說，由於自治條例不得逾越母法，《台北市健身中心管理規則自治條例》不得逾越行政院體育委員會訂定的《健身中心定型化契約應記載及不得記載事項》，而《健身中心定型化契約應記載及不得記載事項》的履約保證對象限定契約期間逾一年且預收金額超過新台幣五萬元者；就算市政會議通過《台北市健身中心管理規則自治條例》，受惠的消費者仍有限。
2008年7月，唐雅君接任亞太會館（Agora Garden）總經理。唐雅君說：「這份新工作更重要的意義是讓我從過去走出來，也告訴以前的員工跟會員，他們已經換了新爹娘。」唐雅君又說，亞力山大健康休閒俱樂部仍有辦公室專門處理會員後續問題，「我並沒有玩兩手策略，收尾永遠收不完的；我知道我應該是留在最後的人，但我先脫隊了。」 
2009年3月16日下午，唐雅君與世界健身俱樂部台灣區總監柯約翰（John Caraccio）及律師丁中原陪同下，召開「亞力山大會員權益補償說明會」。唐雅君說，只要是2007年12月11日之後還有效的亞力山大健康休閒俱樂部、亞爵會館、君Spa會員，且沒有申請「銀行退費」或「會員資格轉換至亞健康、亞璽國際事業或汎亞力健康休閒俱樂部」的亞力山大健康休閒俱樂部會員，自該日起至2009年6月15日止，都可申請世界健身俱樂部與登琪爾Spa提供的亞力山大健康休閒俱樂部會員優惠轉換補償方案。
2009年8月31日，臺灣臺北地方法院依詐欺罪判處唐雅君有期徒刑2年、唐心如有期徒刑1年，唐雅君緩刑5年、唐心如緩刑4年，但唐雅君須捐付國庫新台幣六百萬元、唐心如須捐付國庫新台幣三百萬元；臺北地檢署不服，提出上訴。2009年10月15日，臺灣臺北地方法院拍賣唐雅君旗下102項商標，擁有新台幣四千萬元債權的Leadtact公司負責人馮雪玉以新台幣805萬元得標。
2011年12月15日，臺灣高等法院依詐欺罪判處唐雅君有期徒刑1年10個月、唐心如有期徒刑1年4個月，不得緩刑，全案定讞。2012年2月4日，唐雅君被送入法務部矯正署桃園女子監獄服刑。2013年3月，唐心如假釋出獄。2013年4月9日，唐雅君假釋出獄。而民事求償集體訴訟高達1萬2千人，直到2014年底還有7千多人沒有拿到賠償款，外界估算唐雅君將背負約新台幣7到11億元之間的債款清償義務。
亞力山大健康休閒俱樂部惡性倒閉事件後，2016年邱素貞瑜伽天地倒閉，唐雅君已經服刑出獄、處於民事賠償的漫長還債階段，其聽聞邱素貞瑜伽天地倒閉事件後在臉書發文訴說感想，暗指當年是司法迫害，表示「在台灣要做有勢力的人，不是有名的人」，「不要變成有名的不然你就是沒人權，法律也不適用在你身上。當然如果你有勢力就另當別論，在台灣有名沒用要有勢。」認為眾多惡性倒閉捲款遠逃的人最後都沒事，法律也無可奈何，但自己負責到最後且一直露面沒有脫逃，但散盡家財同時自己和親屬都被判刑，還被新聞媒體誣蔑。

## 資料來源
- 薛荷玉 報導，〈亞力山大 加州健身 營業合法性 遭質疑〉，《民生報》，2005年6月7日
- 徐佳琳 報導，〈唐雅君 靠三品打造事業王國〉，《經濟日報 (台灣)》，2005年10月7日
- 杜大澂 報導，〈亞力山大中毒一死 會員大罵不顧死活〉，中廣新聞，2006年1月31日
- 陳程振 報導，〈唐雅君獲交保 盼一周買主定案〉，台視新聞，2007年12月12日
- 鮑康怡 報導，〈涉詐欺 唐雅君兩百萬元交保〉，台視新聞，2007年12月12日
- 黃泊川、侯柏青、朱正庭 台北報導，〈亞力山大案關鍵金主潛逃〉[永久]，《蘋果日報 (台灣)》，2007年12月18日
- 張怡文，〈追蹤唐雅君垮台內幕〉 （页面存档备份，存于），《時報周刊》1556期，2007年12月19日
- 陳雅潔、鄭育容 採訪，〈唐雅君：活了四十七年什麼都沒了！〉[永久]，《財訊月刊》2008年2月號，2008年2月4日
- 劉昌 台北報導，〈唐雅君姊妹 否認詐會員〉[永久]，《蘋果日報 (台灣)》，2008年3月12日
- 投訴組，〈亞力山大停業 銀行續扣會費〉[永久]，《蘋果日報 (台灣)》，2008年5月1日
- 施春美 台北報導，〈健身房倒 會員將速獲賠〉[永久]，《蘋果日報 (台灣)》，2008年5月7日
- 劉冠吟 台北報導，〈亞太會館換總座 謝美慶請辭 唐雅君接任〉[永久]，《蘋果日報 (台灣)》，2008年6月10日
- 劉冠吟 台北報導，〈唐雅君 力拼亞太會館業績〉[永久]，《蘋果日報 (台灣)》，2008年10月7日
- 綜合報導，〈離譜 詐3.2億 唐雅君緩刑〉，《蘋果日報 (台灣)》，2009年9月1日
- 張欽 台北報導，〈亞力山大102商標 805萬拍出〉，《蘋果日報 (台灣)》，2009年10月16日
- 胡守得 台北報導，〈唐雅君姊妹詐欺 過年後入監〉，《蘋果日報 (台灣)》，2012年1月21日

1. ↑  .   [2012-02-06]. （原始内容存档于2013-09-25）.
2. ↑  .   [2018-01-18]. （原始内容存档于2019-02-22）.
3. ↑  .   [2017-03-20]. （原始内容存档于2017-03-20）.

## 外部連結
- 亞力山大集團中國大陸（页面存档备份，存于）
- 亞力山大集團微博2018 （页面存档备份，存于）

## 參看
- 藝樂寶貝事件
- 邱素貞瑜伽天地事件